# Marshall Teague
Marshall Pleasant Teague (Daytona Beach, 22 febbraio 1921 – Daytona Beach, 11 febbraio 1959) è stato un pilota automobilistico statunitense.

## Biografia
Corse in 23 gare NASCAR Grand National (ora conosciute come Sprint Cup Series) vincendone 7.
In seguito a diverbi con il cofondatore della stessa NASCAR Bill France Sr. passò alla categoria Champ Car correndo 3 volte la 500 Miglia di Indianapolis.
Morì durante un test di velocità sul circuito di Daytona pochi giorni prima la 500 Miglia 1959; il feretro venne inumato al Daytona Memorial Park di Daytona Beach, Florida.
Tra il 1950 e il 1960 la 500 Miglia faceva parte del Campionato Mondiale, per questo motivo Teague ha all'attivo anche tre Gran Premi in Formula 1.

## Risultati in Formula 1
| 1953 | Scuderia                | Vettura           |  |     |  |  |  |  |  |  |  |  |  | Punti | Pos. |
| ---- | ----------------------- | ----------------- |  | --- |  |  |  |  |  |  |  |  |  | ----- | ---- |
| 1953 | Pure Oil/Hart Fullerton | Kurtis Kraft 4000 |  | Rit |  |  |  |  |  |  |  |  |  | 0     |      |

| 1954 | Scuderia       | Vettura           |  |    |  |  |  |  |  |  |  |  |  | Punti | Pos. |
| ---- | -------------- | ----------------- |  | -- |  |  |  |  |  |  |  |  |  | ----- | ---- |
| 1954 | Hart Fullerton | Kurtis Kraft 4000 |  | 15 |  |  |  |  |  |  |  |  |  | 0     |      |

| 1956 | Scuderia                          | Vettura                               |  |  |    |  |  |  |  |  |  |  |  | Punti | Pos. |
| ---- | --------------------------------- | ------------------------------------- |  |  | -- |  |  |  |  |  |  |  |  | ----- | ---- |
| 1956 | Dean Van Lines Sumar/Chapman Root | Kuzma Indy Roadster Kurtis Kraft 500D |  |  | NQ |  |  |  |  |  |  |  |  | 0     |      |

| 1957 | Scuderia           | Vettura           |  |  |   |  |  |  |  |  |  |  |  | Punti | Pos. |
| ---- | ------------------ | ----------------- |  |  | - |  |  |  |  |  |  |  |  | ----- | ---- |
| 1957 | Sumar/Chapman Root | Kurtis Kraft 500C |  |  | 7 |  |  |  |  |  |  |  |  | 0     |      |

| 1958 | Scuderia           | Vettura           |  |  |  |    |  |  |  |  |  |  |  | Punti | Pos. |
| ---- | ------------------ | ----------------- |  |  |  | -- |  |  |  |  |  |  |  | ----- | ---- |
| 1958 | Sumar/Chapman Root | Kurtis Kraft 500C |  |  |  | NQ |  |  |  |  |  |  |  | 0     |      |

| Legenda | 1º posto     | 2º posto | 3º posto    | A punti         | Senza punti/Non class.  | Grassetto – Pole position Corsivo – Giro più veloce |
| Legenda | Squalificato | Ritirato | Non partito | Non qualificato | Solo prove/Terzo pilota | Grassetto – Pole position Corsivo – Giro più veloce |